# Urgleptes guadeloupensis
Urgleptes guadeloupensis es una especie de escarabajo longicornio del género Urgleptes, tribu Acanthocinini, subfamilia Lamiinae. Fue descrita científicamente por Fleutiaux & Sallé en 1890.
La especie se mantiene activa durante los meses de enero, febrero, marzo, abril, mayo, junio, julio y agosto.

## Descripción
Mide 3,86-5 milímetros de longitud.

## Distribución
Se distribuye por América Central y del Norte.